# Município de Coal (condado de Perry, Ohio)
Localização do Ohio nos E.U.A.
O município de Coal (em inglês: Coal Township) é um município localizado no condado de Perry no estado estadounidense de Ohio. No ano 2010 tinha uma população de 1042 habitantes e uma densidade populacional de 29,33 pessoas por km².

## Geografia
O município de Coal encontra-se localizado nas coordenadas 39° 34′ 29″ N, 82° 12′ 58″ O. Segundo o Departamento do Censo dos Estados Unidos, o município tem uma superfície total de 35,52 km², da qual 35,46 km² correspondem a terra firme e (0,18 %) 0,06 km² é água.

## Demografia
Segundo o censo de 2010, tinha 1042 pessoas residindo no município de Coal. A densidade de população era de 29,33 hab./km².